# Đường Võ Chí Công, Hà Nội
Đường Võ Chí Công là tên một tuyến đường mới được khánh thành năm 2015 dựa theo tên danh nhân cùng tên ở hai quận Tây Hồ và Cầu Giấy.

## Đặc điểm (chiều dài, các  quận chạy qua)
Tuyến đường nằm trên vành đai 2, dài 4,2 km. Nó bắt đầu từ đường Bưởi, tiếp theo là ngã tư đường Hoàng Hoa Thám-Hoàng Quốc Việt đến cầu Nhật Tân.
Dự kiến trong năm 2018, 8 sở, ngành sẽ về khu hành chính mới trên đường Võ Chí Công, giáp với khu đô thị Ciputra. Đường thuộc địa bàn các phường Phú Thượng, Xuân La (quận Tây Hồ) và Nghĩa Đô (quận Cầu Giấy).

### Lộ trình chi tiết
| Giao lộ                                                          | Tuyến đường kết nối                                              | Vị trí                                                           | Vị trí                                                           | Vị trí                                                           | Ghi chú                                                          |
| Kết nối trực tiếp với cầu Nhật Tân hướng đi đường Võ Nguyên Giáp | Kết nối trực tiếp với cầu Nhật Tân hướng đi đường Võ Nguyên Giáp | Kết nối trực tiếp với cầu Nhật Tân hướng đi đường Võ Nguyên Giáp | Kết nối trực tiếp với cầu Nhật Tân hướng đi đường Võ Nguyên Giáp | Kết nối trực tiếp với cầu Nhật Tân hướng đi đường Võ Nguyên Giáp | Kết nối trực tiếp với cầu Nhật Tân hướng đi đường Võ Nguyên Giáp |
| ---------------------------------------------------------------- | ---------------------------------------------------------------- | ---------------------------------------------------------------- | ---------------------------------------------------------------- | ---------------------------------------------------------------- | ---------------------------------------------------------------- |
| Nút giao thông phía Nam cầu Nhật Tân                             | Đường An Dương Vương Đường Âu Cơ                                 | Hà Nội                                                           | Tây Hồ                                                           | Phú Thượng                                                       |                                                                  |
| Ngã tư đường Nguyễn Hoàng Tôn                                    | Đường Nguyễn Hoàng Tôn                                           | Hà Nội                                                           | Tây Hồ                                                           | Xuân La                                                          |                                                                  |
| Ngã tư đường Xuân La                                             | Đường Xuân La                                                    | Hà Nội                                                           | Tây Hồ                                                           | Xuân La                                                          |                                                                  |
| Ngã ba đường Hoàng Minh Thảo                                     | Đường Hoàng Minh Thảo                                            | Hà Nội                                                           | Tây Hồ                                                           | Xuân La                                                          | Chỉ đi đường Hoàng Minh Thảo hướng đi Cầu Giấy                   |
| -                                                                | Đường Bưởi Đường Hoàng Quốc Việt                                 | Hà Nội                                                           | Cầu Giấy                                                         | Nghĩa Đô                                                         |                                                                  |
| Kết nối trực tiếp với cầu vượt nút giao Bưởi - Hoàng Quốc Việt   |                                                                  |                                                                  |                                                                  |                                                                  |                                                                  |

## Các tuyến ô tô buýt chạy qua
- Tuyến 25, 90: từ cầu Nhật Tân đến Nguyễn Hoàng Tôn
- Tuyến 96, CNG03: hết đường
- Tuyến 09A, E08: từ Bưởi đến ngã tư Nguyễn Hoàng Tôn